# Sławieński
Sławieński là một huyện thuộc tỉnh Zachodniopomorskie của Ba Lan. Huyện có diện tích 1043 km². Đến ngày 1 tháng 1 năm 2011, dân số của huyện là 57251 người và mật độ 55 người/km².